# خوان وییورو

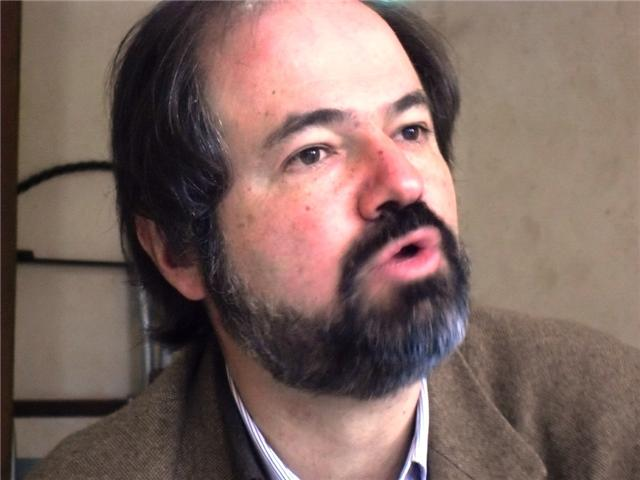
خوان وییورو در شهر مکزیک ژانویه ۲۰۰۹

خوان وییورو (به اسپانیایی:Juan Villoro) زاده ۲۴ سپتامبر ۱۹۵۶، در مکزیکوسیتی، نویسنده و روزنامه‌نگار مکزیکی و فرزند فیلسوف لوئیس وییورو است. او سالهاست که در محافل روشنفکری مکزیک، آمریکای لاتین و اسپانیا چهره‌ای آشناست. خوان ویورو پس از موفقیت در دریافت جایزه هرالد برای رمان El testigo بیش از پیش شناخته شده‌است.

## علایق
وییورو از کودکی به فوتبال علاقه داشت. او طرفدار بارسلونا است و متأثر از این واقعیت است که پدرش از این منطقه است. ویورو در دسته‌های پایین‌تر برای باشگاه پوماس از دانشگاه خودگردان ملی مکزیک بازی می‌کرد، اما در سن ۱۶ سالگی تیم را ترک کرد. هنگامی که او شروع به نوشتن در مورد فوتبال کرد، خود را هوادار هواداری توصیف کرد.
او دائماً سرگذشت‌نامه می‌نویسد، ژانری که وی آن را به عنوان «پلاتیپوس نثر» تعریف می‌کند چون می‌تواند تنوع گوناگونی در تأثیرگذاری داشته باشد.
وی نویسندگی تئاتر را از ۵۰ سالگی آغاز کرد.
ویلورو به عنوان یک طرفدار موسیقی راک، در آهنگ‌های "Sashimi (Corte fino)" و "Laberinto" برای فیلم Vivir mata، به کارگردانی Nicolás Echevarría، با گروه مکزیکی Café Tacuba همکاری کرد.
ویورو همچنین استاد بنیاد گابریل گارسیا مارکز برای روزنامه‌نگاری جدید ایبروامریکایی است و عضو شورای ریاست جایزه روزنامه‌نگاری گابریل گارسیا مارکز بود که هر ساله در مدلین برگزار می‌شود.

## آثار

### رمان‌ها
- El disparo de argón (1991)
- Materia dispuesta (1997)
- El testigo (2004)
- Llamadas de Ámsterdam (2007)
- Arrecife (2012)
- La utilidad del deseo (2017)